# Kremnica
Kremnica (pronúnciaⓘ; em alemão:  Kremnitz, em húngaro:  Körmöcbánya) é uma cidade na Eslováquia central com cerca de 5.700 habitantes. A cidade Medieval foi construída sobre importantes minas de ouro e nela fica a mais antiga Casa da Moeda do mundo ainda em operação.

## História
Kremnica estava entre as maiores cidades mineiras do mundo durante a Idade Média e a Idade Moderna por causa das abundantes reservas de minério de ouro nas Montanhas Kremnica. As primeiras evidências de atividades mineiras subterrâneas datam do século IX.
No século XIII, os habitantes dessa área foram afetados pala Batalha de Mohi (Império Mongol vs Reino da Hungria). Depois desse período turbulento, os Reis da Hungria convidaram colonos da Alemanha para se estabelecerem na região para recuperar a população que fora dizimada. Esses chegaram para restaurar as atividades mineiras na cidade. A primeira referência escrita acerca da cidade data de 1328, quando recebeu do rei Carlos I da Hungria os privilégios de cidade.
A Casa da moeda de Kremnica já existia quando a cidade recebeu os privilégios reais. A partir de 1335 a "Casa" passou a produzir Florins italianos de ouro e mais tarde os famosos ducados de Kremnika, os quais eram usados como meio internacional de pagamento em função sua consistente e alta pureza de ouro. Essa casa de cunhagem foi a mais importante e depois a única do Reino da Hungria, da Tchecoslováquia e agora da Eslováquia. A consequente prosperidade levou a cidade a ser chamada de Kremnika Dourada".
Em 1331, Kremnica se tornou a sede da Câmara Contábil (Kammergraf) de mineração e cunhagem do Reino da Hungria. Aí eram administradas todas as minas e casas da moeda em doze "Comitatus" (Condados) do reino na Idade Média.
Ao final do século XIV, Kremnica se tornou a capital das cidades mineiras da "Hungria Superior" (hoje Eslováquia). A estável e constante produção anual de ouro e prata garantiu um desenvolvimento próspero da cidade. No século XV, Kreminca era a segunda cidade mais importante do Reino Húngaro. A cidade estava constantemente ganhando maiores privilégios e seus representantes (deputados) ocupavam o segundo posto em importância na Dieta (assembleia) húngara (os primeiros eram os deputados de Buda, capital do Reino).
A produção de ouro e de moedas atingiu seu ponto máximo nos séculos XIV e XV. Kremnika foi um dos centros mais importantes da Reforma Protestante no país e a cidade pertencia à "Liga Protestante das Sete Cidades Mineiras" junto com Banská Belá, Banská Bystrica, Banská Štiavnica, Ľubietová, Nová Baňa, Pukanec. No século XVI a cidade era o maior centro de produção de medalhas (principalmente religiosas), em especial as feitas pelo artesão Joachim Deschler.
A partir dessa época, os mineiros precisavam cavar cada vez mais fundo para atingir novos depósitos. As condições de mineração foram se deteriorando por causa da presença cada vez maior de águas subterrâneas nas galerias. O custo da mineração foi crescendo muito e as minas foram ficando menos lucrativas. As últimas peças de ouro foram extraídas em 1970, quando todas as minas foram fechadas.

## Geografia
Kremnica fica numa altitude de 564 metros e cobre uma área de 43,136 km². Está localizada nas Montanhas Kremnica nas nascentes do Kremnický potok, afluente do Rio Hron. Fica cerca de 20 km a oeste Banská Bystrica 45 km ao sul de Martin e cerca de 175 km de Bratislava.

## Demografia
| Ano:        | 1994 | 2004    | 2014   | 2024    |
| ----------- | ---- | ------- | ------ | ------- |
| Broj ljudi: | 6581 | 5649    | 5513   | 4664    |
| Razlika:    |      | -14,16% | -2,40% | -15,39% |

| Ano:               | 2023 | 2024   |
| ------------------ | ---- | ------ |
| Número de pessoas: | 4755 | 4664   |
| Diferença:         |      | -1,91% |

## Castelo e outras paisagens

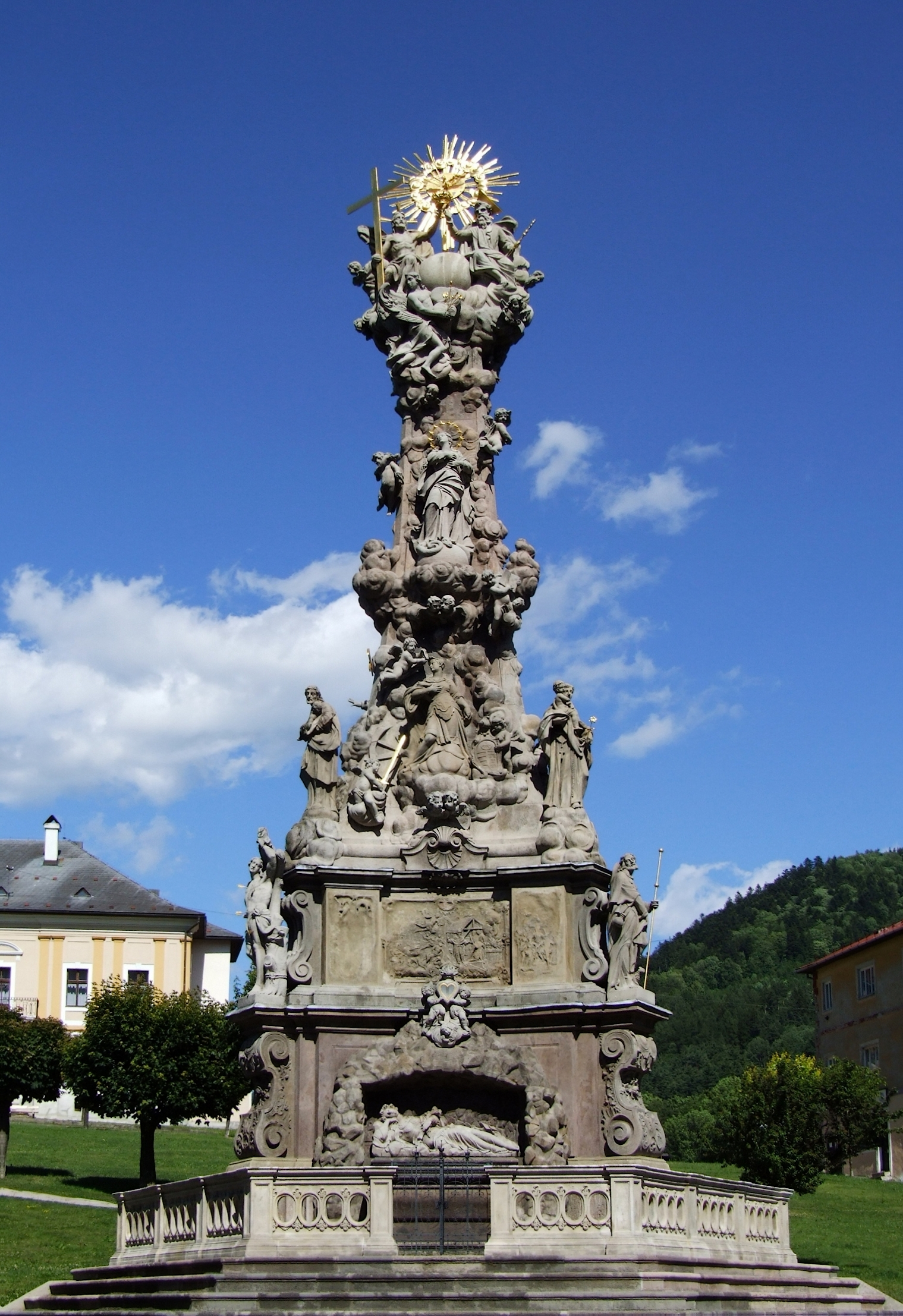
Coluna da peste

O castelo construído entre os séculos XIII e XV impõe suas torres sobre a cidade. Na primeira metade do século XIV, passou a ser a rtesidência da Câmara Contábil. A cidade foi então com uma dupla muralha com diversas torres e bastiões. Esse castelo representa um exemplo único de uma fortificação muito bem conservada na Europa Central. Nesse século XIV, o mesmo se desenvolveu num complexo multi-funcional de prédios, tornando-se o centro da administração local, da vida religiosa, da defesa. Ao final do século XV, a Câmara se mudou para uma nova construção com uma única abóboda em formato de diamante. A residência do Conde no Castelo foi convertida na Igreja de Santa Catarina de Alexandria. Um dos centro geográficos considerados da Europa fica na vila de Krahule, bem próxima a Kremnica.

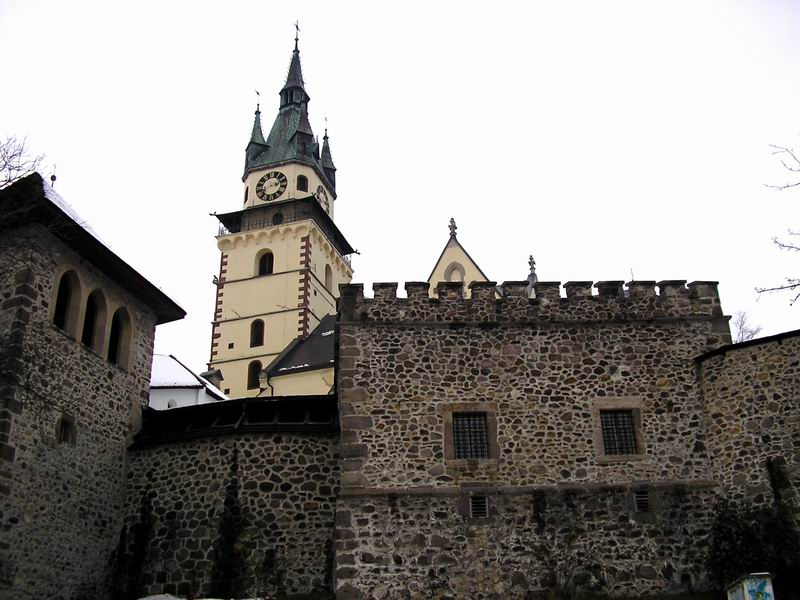
Castelo de Kremnica

Outros locais de interesse são o Museu de Moedas e Medalhas, o Museu do Esqui, a histórica praça principal com sua monumental coluna barroca, a Coluna da Peste. Há ainda o estilo gótico da Igreja de Santa Catarina de Alexandria, na qual se realiza um dos mais populares festivais de órgãos da Europa. Há um aqueduto de 20 km de extensão, construído no século XV e ainda em operação, o qual alimenta três Usinas Hidrelétricas (uma das quais fica 245 abaixo do nível do solo). Montanhas cobertas de florestas cercam a cidade e proporcionam muitas oportunidades de Trekking e Esqui de fundo.

## População
Kremnica tem uma população de 5,621 (Final de 2005). Conforme Censo de 2001, 95,.8% dos habitantes eram eslovacos e 1,2% alemães. Mesmo entre os eslovacos, há muitos descendentes de Alemães dos Cárpatos, que tiveram importante papel da história medieval da cidade. Em termos de religião, eram 64.9% de católicos, 22.6% sem religião, 5.8% luteranos.

## Famosos da cidade
- Peter Michalica, violinista
- Ladislav Chudík, ator eslovaco

## Cidades irmãs
Kremnica tem seis cidades irmãs:
- - Fidenza, Itália
- - Herbolzheim, Alemanha
- - Kutná Hora, República Checa
- - Nový Jičín, República Checa
- - Šurany, Eslováquia
- - Várpalota, Hungria